# Cindy la Regia
Cindy la Regia es una película de comedia mexicana dirigida por Catalina Aguilar Mastretta y Santiago Limón. La película está basada en el personaje de historieta creado por Ricardo Cucamonga, y es protagonizada por Cassandra Sánchez Navarro como el personaje principal, Diana Bovio, Regina Blandón, Mayra Batalla, Diego Amozurrutia y Martha Debayle como ella misma. Se estrenó en cines mexicanos el 25 de enero de 2020.

## Sinopsis
Cuando Cindy, la niña más fresa de San Pedro, Nuevo León, le dice a su novio que no quiere casarse con él, sale corriendo a la Ciudad de México, donde nuevas amistades y caminos inesperados le enseñan que hay mucho más en las posibilidades de su vida y su talento de lo que ella misma se imagina.

## Reparto
- Cassandra Sánchez Navarro como Cindy Garza "la Regia".
- Regina Blandón como Angie.
- Giuseppe Gamba como Mateo.
- Isela Vega como Mercedes.
- Diana Bovio como Estrella.
- Roberto Quijano como Gus.
- Marianna Burelli como Laura.
- Martha Debayle como ella misma.
- Mayra Batalla como Mary.
- Nicolasa Ortíz Monasterio como Rox.
- Diego Amozurrutia como Eduardo.
- Cecilia de la Cueva como Keka.
- Enoc Leaño como Papá de Cindy.
- Alexandra de la Mora como Mamá de Cindy.
- Irineo Álvarez como Papá de Rox.
- Anilú Pardo como Mamá de Rox.
- Ricardo Cucamonga como Invitado especial fiesta.
- Terry Holiday (cameo)

## Adaptación a serie
En 2023, la plataforma de streaming Netflix estrenó una nueva adaptación/reinterpretación del personaje de Cucamonga, sin relación con la película, escrita por Hipatia Argüero Mendoza, José Miguel Nuñez, Indra Villaseñor, Anna C. Grajales y Paola Mazlum. 
La serie se estrenó el 20 de diciembre de 2023 y cuenta la historia de Cindy como una adolescente en San Pedro, Nuevo León. El elenco lo conforma Michelle Pellicer, Luciana Vale, Anxel García y Carola Cuarón.